# Остра (Чачак)
Остра је насеље у Србији у општини Чачак у Моравичком округу. Према попису из 2022. било је 704 становника.
Овде се налазе археолошки локалитет Градина Соколица, Споменик храбрости, црква Свете Петке и Островачки мајдани камена.

## Демографија
У насељу Остра живи 907 пунолетних становника, а просечна старост становништва износи 45,7 година (43,9 код мушкараца и 47,3 код жена). У насељу има 349 домаћинстава, а просечан број чланова по домаћинству је 3,13. (према попису из 2011. године)
Ово насеље је великим делом насељено Србима (према попису из 2002. године), а у последња четири пописа, примећен је пад у броју становника.
|  |

| Демографија | Демографија | Демографија |
| Година      | Становника  | Становника  |
| ----------- | ----------- | ----------- |
| 1948.       | 2.002       |             |
| 1953.       | 2.036       |             |
| 1961.       | 1.901       |             |
| 1971.       | 1.666       |             |
| 1981.       | 1.524       |             |
| 1991.       | 1.242       | 1.228       |
| 2002.       | 1.091       | 1.110       |
| 2011.       | 918         |             |

| Етнички састав према попису из 2002.‍ | Етнички састав према попису из 2002.‍ | Етнички састав према попису из 2002.‍ | Етнички састав према попису из 2002.‍ | Етнички састав према попису из 2002.‍ |
| ------------------------------------ | ------------------------------------ | ------------------------------------ | ------------------------------------ | ------------------------------------ |
|                                      |                                      |                                      |                                      |                                      |
| Срби                                 | Срби                                 |                                      | 1.079                                | 98,90%                               |
| Југословени                          | Југословени                          |                                      | 4                                    | 0,36%                                |
| Црногорци                            | Црногорци                            |                                      | 3                                    | 0,27%                                |
| Хрвати                               | Хрвати                               |                                      | 2                                    | 0,18%                                |
| непознато                            | непознато                            |                                      | 1                                    | 0,09%                                |

| Година пописа     | 1948. | 1953. | 1961. | 1971. | 1981. | 1991. | 2002. |
| ----------------- | ----- | ----- | ----- | ----- | ----- | ----- | ----- |
| Број домаћинстава | 386   | 408   | 451   | 447   | 426   | 380   | 349   |

| Број чланова      | 1  | 2  | 3  | 4  | 5  | 6  | 7  | 8 | 9 | 10 и више | Просек |
| ----------------- | -- | -- | -- | -- | -- | -- | -- | - | - | --------- | ------ |
| Број домаћинстава | 81 | 95 | 44 | 43 | 34 | 33 | 10 | 4 | 4 | 1         | 3,13   |

| Пол    | Укупно | Неожењен/Неудата | Ожењен/Удата | Удовац/Удовица | Разведен/Разведена | Непознато |
| ------ | ------ | ---------------- | ------------ | -------------- | ------------------ | --------- |
| Мушки  | 460    | 122              | 298          | 31             | 7                  | 2         |
| Женски | 484    | 57               | 290          | 130            | 5                  | 2         |
| УКУПНО | 944    | 179              | 588          | 161            | 12                 | 4         |

| Пол    | Укупно                    | Пољопривреда, лов и шумарство | Рибарство                            | Вађење руде и камена | Прерађивачка индустрија       |
| ------ | ------------------------- | ----------------------------- | ------------------------------------ | -------------------- | ----------------------------- |
| Мушки  | 343                       | 245                           | 0                                    | 1                    | 46                            |
| Женски | 271                       | 237                           | 0                                    | 0                    | 8                             |
| УКУПНО | 614                       | 482                           | 0                                    | 1                    | 54                            |
| Пол    | Производња и снабдевање   | Грађевинарство                | Трговина                             | Хотели и ресторани   | Саобраћај, складиштење и везе |
| Мушки  | 5                         | 12                            | 10                                   | 2                    | 12                            |
| Женски | 0                         | 2                             | 11                                   | 1                    | 0                             |
| УКУПНО | 5                         | 14                            | 21                                   | 3                    | 12                            |
| Пол    | Финансијско посредовање   | Некретнине                    | Државна управа и одбрана             | Образовање           | Здравствени и социјални рад   |
| Мушки  | 0                         | 3                             | 3                                    | 2                    | 1                             |
| Женски | 0                         | 2                             | 0                                    | 2                    | 8                             |
| УКУПНО | 0                         | 5                             | 3                                    | 4                    | 9                             |
| Пол    | Остале услужне активности | Приватна домаћинства          | Екстериторијалне организације и тела | Непознато            | Непознато                     |
| Мушки  | 1                         | 0                             | 0                                    | 0                    | 0                             |
| Женски | 0                         | 0                             | 0                                    | 0                    | 0                             |
| УКУПНО | 1                         | 0                             | 0                                    | 0                    | 0                             |